# Jennifer Mundel
Jennifer Mundel-Reinbold (* 20. Januar 1962 als Jennifer Mundel) ist eine ehemalige südafrikanische Tennisspielerin.

## Karriere
Jennifer Mundel wuchs in Südafrika auf, sie hat einen älteren Bruder. Mit 8 Jahren fing sie an, Tennis zu spielen. 1980 begann ihre professionelle Tenniskarriere, die acht Jahre andauerte.
Bei den Wimbledon Championships 1983 erreichte Mundel das Viertelfinale, wo sie gegen die spätere Turniersiegerin Martina Navrátilová verlor. Sie gewann ihren einzigen Titel als Profi bei den Bakersfield Open 1983. Außerdem war sie im Finale der Hong Kong Open 1982, dem Central Fidelity Banks International 1984 und den Virginia Slims of Indianapolis 1985. Ihre höchste Platzierung in der Weltrangliste war Rang 55 (August 1983).
Mundel spielte mit der linken Hand. Sie wurde von Bob Hewitt trainiert.
Nach dem Ende ihrer aktiven Karriere arbeitete sie als Tennislehrerin in der Gegend um Indianapolis, USA. Sie heiratete und bekam zwei Söhne.

## Erfolge

### Einzel
| Nr. | Datum          | Turnier     | Kategorie      | Belag     | Finalgegnerin    | Ergebnis |
| --- | -------------- | ----------- | -------------- | --------- | ---------------- | -------- |
| 1.  | September 1983 | Bakersfield | WTA World Tour | Hartplatz | Julie Harrington | 6:4, 6:1 |